# Lávová planeta

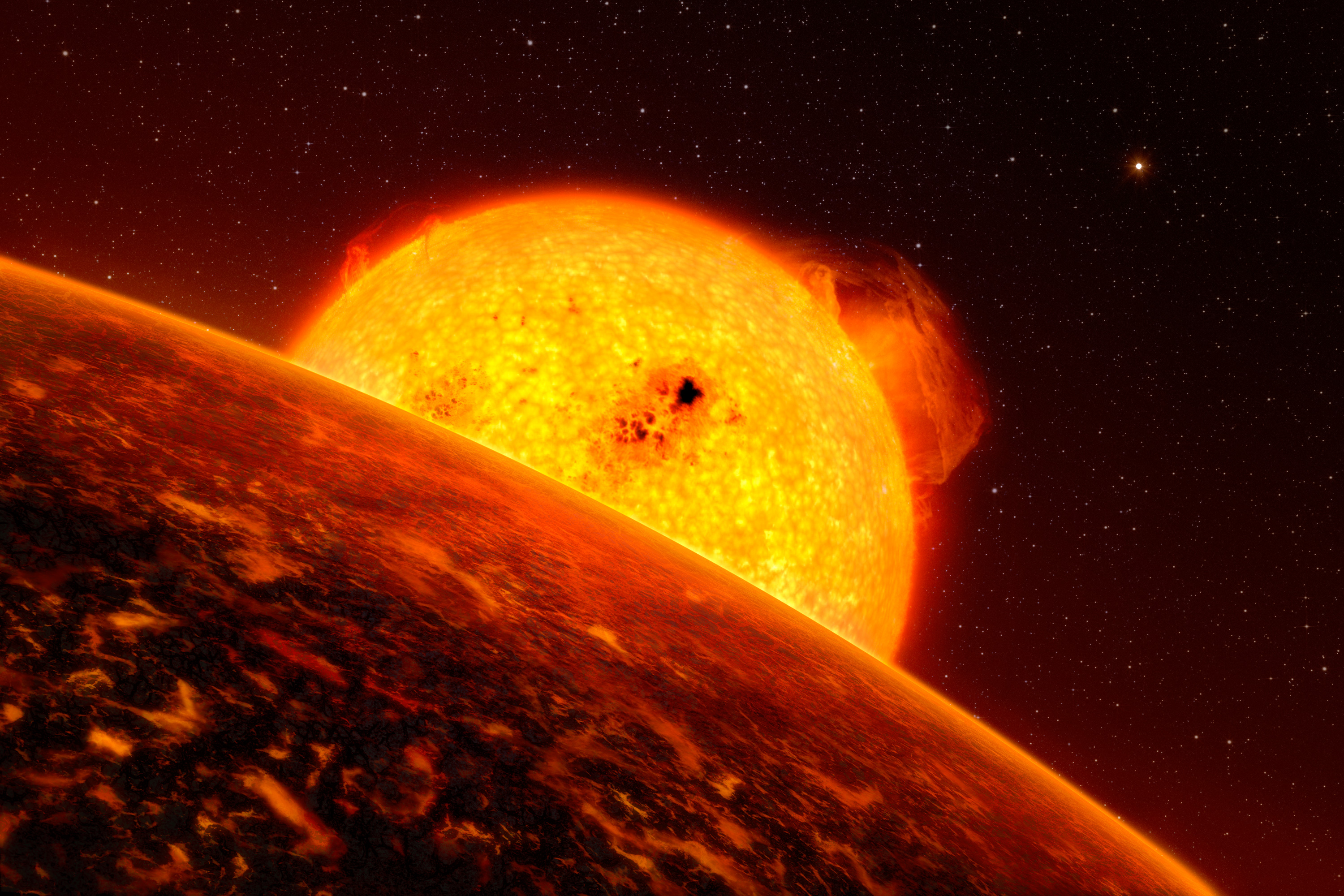
Umělecké ztvárnění CoRoT-7b, pravděpodobně lávové exoplanety

Lávová planeta je typ terestrické planety s povrchem převážně nebo zcela pokrytým roztavenou lávou. K existenci těchto planet může dojít v několika situacích, například u mladé terestrické planety po jejím vzniku, planety, která nedávno utrpěla velkou kolizní událost, nebo planety obíhající velmi blízko své hvězdy, což způsobuje intenzivní záření a slapové síly tavením jejího povrchu.

## Faktory a charakteristiky
Lávové planety by pravděpodobně obíhaly extrémně blízko svých mateřských hvězd. U planet s excentrickými oběžnými drahami by gravitace blízké hvězdy způsobovala periodickou deformaci planety, což by vedlo k tření produkujícímu vnitřní teplo. Toto slapové zahřívání by mohlo tavit horniny na magma, které by následně vyvěralo skrze sopky. To by bylo podobné měsíci Io ve sluneční soustavě, který obíhá blízko své mateřské planety Jupiter. Io je geologicky nejaktivnějším tělesem ve sluneční soustavě s stovkami sopečných center a rozsáhlými lávovými proudy.
Intenzivní hvězdné záření by mohlo tavit povrchovou kůru přímo na lávu. Celý povrch planety obrácený ke hvězdě by mohl být pokryt lávovým oceánem, zatímco noční strana by mohla obsahovat lávová jezera nebo dokonce lávové srážky způsobené kondenzací odpařených hornin z denní strany. Množství hmotnosti planety by bylo také faktorem. Vznik deskové tektoniky na terestrických planetách souvisí s jejich hmotností, přičemž u planet hmotnějších než Země se očekává intenzivnější vulkanická aktivita.
Lávové planety mohou také vzniknout po obrovských impaktech; Země byla krátce lávovou planetou po srážce s tělesem o velikosti Marsu, které vedlo ke vzniku Měsíce.

## Kandidáti
Ve sluneční soustavě nejsou známy žádné lávové planety, avšak několik známých exoplanet může být lávovými světy, vzhledem k jejich malé hmotnosti, velikosti a oběžné dráze. Mezi pravděpodobné lávové exoplanety patří CoRoT-7b, Kepler-10b a Kepler-78b.